# Timoclea langfordi
Timoclea langfordi is een tweekleppigensoort uit de familie van de Veneridae. De wetenschappelijke naam van de soort is voor het eerst geldig gepubliceerd in 1945 door Kuroda.